# Selaginella armata
Selaginella armata är en mosslummerväxtart som beskrevs av Bak.. Selaginella armata ingår i släktet mosslumrar, och familjen mosslummerväxter. Inga underarter finns listade i Catalogue of Life.